# Chamán (novela)
Chamán (en inglés Shaman) es una novela escrita por el autor estadounidense Noah Gordon en 1992. Es la segunda parte de una trilogía sobre la familia Cole. La historia transcurre en los Estados Unidos entre las décadas de 1840 y 1870.

## Argumento
1839. Robert Judson Cole es un médico escocés que huye a los Estados Unidos por motivos políticos. En Boston encuentra trabajo en el dispensario de la ciudad como médico del Distrito Octavo, evitado por todos los médicos protestantes porque está habitado por católicos irlandeses pobres. Conoce a algunos médicos locales, incluido el eminente doctor Holmes, quien lo acepta como asistente de su cátedra en la Universidad. Mientras tanto, en la casa donde alquila una habitación, inicia una relación casual con Margaret Holland, una criada. Desesperado por la noticia de que Margaret pueda estar embarazada y por la perspectiva de tener que vivir en el Distrito Octavo, vive días tensos. Cuando Margaret le dice que ha reanudado su ciclo menstrual normal durante cuatro días, Rob J. termina la relación, abandona Boston y se dirige hacia el oeste.
Después de trabajar bajo contrato como médico ferroviario, llega a las praderas de Illinois. El conductor de una barcaza utilizada para vadear el Misisipi se presenta como Nicholas Holden, fundador del pueblo de Holden's Crossing, en la zona entre Davenport y Rock Island. Nick le pide a Rob J. que se instale en el pueblo, esperando que la presencia de un médico pueda incitar a algunos colonos a establecerse en la zona. Rob instala su casa y contrata a Alden Kimball primero como constructor para su cabaña y después como peón. Es en estas tierras donde transcurre la mayor parte de la trama.
En su primer invierno, Rob J. se encuentra en un bosque con dos indios sauk, uno de los cuales tiene la pelvis dislocada. Guiado a su aldea, se presenta una mujer que dice que entiende su idioma, aprendido en su infancia en una misión. Una vez curado el indio, la mujer se presenta como Makwa-Ikwa (Mujer Oso), chamán de la tribu. Por sus habilidades, Rob J. es aclamado por los sauk como Cawso Wabeskiou (Chamán Blanco). En primavera ve una choza maloliente, desde donde se asoman la demacrada Sarah Bledsoe y su hijo Alex. Después de varios intentos, Rob J. logra acercarse a Sarah y se da cuenta de que padece de piedras en el riñón. Recibe ayuda de Makwa-Ikwa en la difícil operación. Después de una segunda operación quirúrgica, Sarah finalmente estuvo a salvo. Una vez completada su recuperación, Rob J. comienza a salir con ella, se enamoran y se casan, además de adoptar a Alex.
Tras formar una familia con su mujer, Sarah, Alex, el hijo de Sarah (fruto de un anterior matrimonio) y Robert Jefferson Cole, hijo de nuestro protagonista y bautizado como Chamán por Makwa-Ikwa. Makwa-Ikwa es una india sauk íntima amiga de Rob J. y lo ayuda con sus pacientes hasta que es brutalmente asesinada.
Chamán se queda sordo tras una enfermedad pero eso no le impide, tras muchos esfuerzos, llegar a ser médico, como su padre. Chamán realiza sus estudios en la Facultad de Medicina Policlínica de Cincinnati no sin asombro de compañeros y profesores. Su hermano Alex se une a las filas del ejército del Sur, en la famosa guerra civil estadounidense.
Al finalizar sus estudios, Rob J. muere de fiebre tifoidea y es Chamán el protagonista desde ese momento, intentando (y consiguiendo) esclarecer la muerte de Makwa-Ikwa y rescatando a su hermano Alex de la guerra.

## Personajes

### Principales
- Robert Judson Cole: conocido por todos como Rob J., es un médico escocés que huye a los Estados Unidos tras una revuelta obrera que estalló a causa de su octavilla anónima colgada en una fábrica de Edimburgo. Pacifista convencido, fue aceptado por sus cualidades tanto por la comunidad india como por los colonos.
- Makwa-Ikwa (Mujer Oso): chamán de la tribu sauk, acepta convertirse en asistente de Rob J. tanto en las visitas a los sauk como a los colonos.
- Sarah Bledsoe: madre de Alex, casada con Rob J.; acepta de mala gana la presencia de Makwa-Ikwa.
- Alex Bledsoe: apodado Bigger, es el primer hijo de Sarah. Se revela que su padre natural es Nicholas Holden. Se alista en el ejército confederado.
- Robert Jefferson Cole: conocido por todos como Chamán debido a un episodio ocurrido en el tipi de Makwa-Ikwa cuando era niño. El segundo hijo de Sarah y el primero de Rob J., quedó sordo a los 5 años debido al sarampión. Sus padres y los Geiger le enseñan a leer los labios. Logra graduarse como médico en Cincinnati.
- Rachel Geiger: hija de Jason y Lillian, en la infancia ayudó a Chamán a modular su voz con un piano. Se casa con Chamán tras enviudar de su primer marido.

### Secundarios
- Nicholas Holden: fundador de la ciudad de Holden's Crossing, revela sus ambiciones al convertirse en Comisionado de Asuntos Indígenas en Washington.
- Alden Kimball: el primer peón de Rob J.. Afiliado a Know Nothing, participa en el asesinato de Makwa-Ikwa.
- Jason Maxwell Jay Geiger: farmacéutico judío de Columbus, Ohio. Acepta mudarse a Holden's Crossing con su esposa Lilian y su hija Rachel. Forma una fuerte amistad con Rob J. y su familia.
- Madre Miriam Ferocia: madre superiora del convento de las Clarisas de Holden's Crossing, de origen alemán. Ayuda a Rob J. a buscar noticias de los asesinos de Makwa-Ikwa.